# Microcentrum suave
Microcentrum suave är en insektsart som beskrevs av Morgan Hebard 1923. Microcentrum suave ingår i släktet Microcentrum och familjen vårtbitare. Inga underarter finns listade i Catalogue of Life.